# اینس رائو
اینس رائو (به انگلیسی: Ines Rau) یا اینس رو (زاده ۱۹۹۰) مدل فرانسوی است.
او یک زن ترنس است.
در سال ۲۰۱۷ و به عنوان اولین فرد تراجنسی از تصویرش به عنوان پلی‌میت در پلی‌بوی استفاده شد.